# Kalkunda, Nanjangud
Kalkunda là một làng thuộc tehsil Nanjangud, huyện Mysore, bang Karnataka, Ấn Độ.